# Weißschwanz-Degenflügel
Der Weißschwanz-Degenflügel (Campylopterus ensipennis) ist eine Vogelart aus der Familie der Kolibris (Trochilidae). Das Verbreitungsgebiet der Art umfasst Teile von Trinidad und Venezuela. Der Bestand wird von der IUCN als „potenziell gefährdet“ (near threatened) eingestuft.

## Merkmale
Der Weißschwanz-Degenflügel erreicht eine Körperlänge von etwa 12 bis 13 cm, wobei die Männchen ein Gewicht von ca. 9,5 bis 10,5 g haben. Die Weibchen sind etwas leichter. Das Männchen hat einen schwarzen gebogenen Schnabel. Die Oberseite glitzert grün. Hinter dem Auge (postokular) befindet sich ein kleiner weißer Punkt. Die Unterseite glitzert ebenfalls grün, doch ist die Kehle blau mit einer schimmernden violetten Tönung. Die Schäfte der äußeren drei Handschwingen sind dicker und abgeflacht. Der Schwanz ist rechteckig, die zentralen Steuerfedern sind dunkel bronzegrün, die äußeren drei Schwanzfedern sind zum Rumpf hin schwarz und vom Körper weg zu zwei Drittel weiß. Weibchen ähneln den Männchen, doch ist die Unterseite hellgrau und von grünen runden Flecken an den Flanken durchzogen. Der Kehlfleck ist matter blau und deutlich kleiner als beim Männchen. Jungvögel ähneln den Weibchen.

## Verhalten und Ernährung
Den Nektar holen Weißschwanz-Degenflügel an blühenden Bromeliengewächsen, Helikonien, von der zu den Rötegewächsen gehörenden Gattung Palicourea und von Bananen. Außerdem besuchen sie die Blüten von Wollbaumgewächsen der Gattung Bombax und Renealmia alpinia. In offeneren Waldgebieten sieht man sie auch in den Kronen von blühenden Inga-Bäumen. Meist sind sie bei der Futtersuche in den unteren bis mittleren Straten unterwegs. Als sogenannte Trapliner fliegen sie regelmäßig in rascher Folge ganz bestimmte verstreute Blüten an. Dabei streiten sie mit anderen territorialen Kolibris, z. B. der Gattung Colibri, dem Bronzeschwanz-Saphirkolibri oder der Kupferbürzelamazilie. Insekten verfolgen sie im Flug. Typischerweise starten sie die Jagd von den umliegenden Sitzwarten. Eine Beobachtungsstudie aus dem Jahr 1997 deutet darauf hin, dass das territoriale Verhalten eher mit Lek-Polygynie zusammenhängt als mit der Futtersuche. Weibchen bewegen sich nur selten im Revier der Männchen.

## Lautäußerungen
Der beständige, relativ laute und zweisilbige Ruf des Männchens klingt wie tschink, ein Ton, den es in einer Häufigkeit von ca. 1 Ton/Sekunde von sich gibt. Dabei sitzt es in 2 bis 6 Metern über dem Boden im Inneren des Waldes.

## Fortpflanzung
Zwei bis vier bestimmte Männchen balzen das ganze Jahr an ganz bestimmten Leks. Bis zu vier Weibchen und fremde Männchen besuchen den Balzplatz pro Tag. Das kelchartige Nest ist relativ groß: Es hat einen Durchmesser von 50 bis 55 mm bei einer Höhe von 70 bis 350 mm und einer inneren Tiefe von 26 mm. Es wird hauptsächlich aus Moos, aber auch aus dünnen Pflanzenfasern und Zweigen, Blättern von Monokotyledonen (Einkeimblättrigen), dünnen Luftwurzeln und Palmenstacheln auf horizontalen Zweigen in Höhen zwischen 1,75 und 11 Meter über dem Boden gebaut. Oft ist es nur ca. 15 Meter von fließenden Gewässern entfernt. Man fand Nester in ein- und zweikeimblättrigen Bäumen, Bambusa vulgaris oder Palmgewächsen der Gattung Bactris, immer unter dichten Walddächern. Vom Lek sind die Nester zwischen 30 und 675 Meter entfernt. Das Gelege besteht aus zwei Eiern mit einer Größe von 16,2 mal 10,4 mm. Das Ausbrüten erfolgt ausschließlich durch das Weibchen. Die Brutzeit ist bisher nicht bekannt. Pro Stunde geht das Weibchen ca. 1,27 Mal auf Futtersuche. Das Füttern der Küken dauert dann zwischen 0,25 und 1,2 Minuten. Die Weibchen verteidigen ihre Brut energisch gegen Eindringlinge und Räuber wie den Rotschwanz-Schattenkolibri (Glaucis hirsutus), den Trinidadmotmot (Momotus bahamensis) und das Rotschwanzhörnchen (Sciurus granatensis). Auf Tobago ist die Brutsaison von Februar bis April, d. h. in der Trockenzeit. Über die Brutsaison im Nordosten Venezuelas ist nichts bekannt.

## Verbreitung und Lebensraum

Verbreitungsgebiet des Weißschwanz-Degenflügels

Der Weißschwanz-Degenflügel lebt in Bergwäldern, alter Sekundärvegetation, Bestandslücken im Wald und auf Plantagen in Höhen zwischen 400 und 2000 Metern. Im Nordosten Venezuelas ist er meist in 1000 und 1600 Meter anzutreffen.

## Migration
Das Zugverhalten des Weißschwanz-Degenflügels ist nicht erforscht. Es scheint aber wahrscheinlich, dass es z. B. auf Tobago saisonale Höhenmigration gibt, da die meisten Brutberichte im März in niedrigen Höhenlagen beobachtet wurden, während er im Dezember dort eigentlich nicht vorkommt.

## Etymologie und Forschungsgeschichte
William Swainson beschrieb den Weißschwanz-Degenflügel unter dem Namen Trochilus ensipennis. Woher das Typusexemplar genau stammte, war Swainson nicht bekannt. Erst später wurde die Art der von Swainson 1827 eingeführten Gattung Campylopterus zugeordnet. Dieses Wort leitet sich vom griechischen καμπύλος kampýlos für „gebogen, gekrümmt“ und -πτερος, πτερόν -pteros, pterón für „-geflügelt, Flügel“ ab. Der Artname ist ein lateinisches Wortgebilde aus ensis für „Langschwert“ und -pennis, penna für „-gefiedert, Feder“.